# Rostbrun grynskivling
Rostbrun grynskivling (Cystodermella granulosa) är en svampart som först beskrevs av August Johann Georg Karl Batsch, och fick sitt nu gällande namn av Harmaja 2002. Enligt Catalogue of Life ingår Rostbrun grynskivling i släktet Cystodermella,  och familjen Agaricaceae, men enligt Dyntaxa är tillhörigheten istället släktet Cystodermella,  och familjen Squamanitaceae. Arten är reproducerande i Sverige. Inga underarter finns listade i Catalogue of Life.

## Bildgalleri

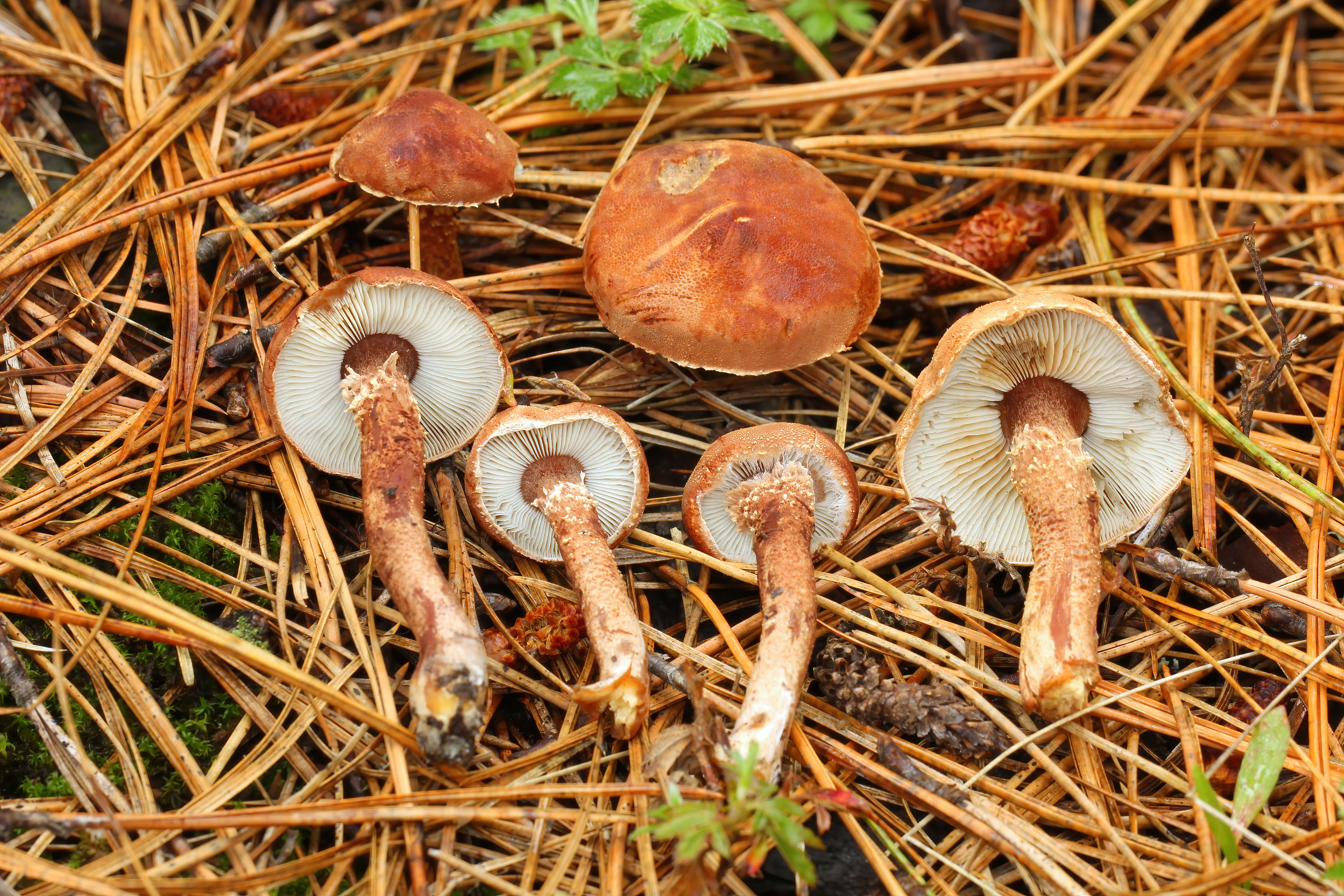
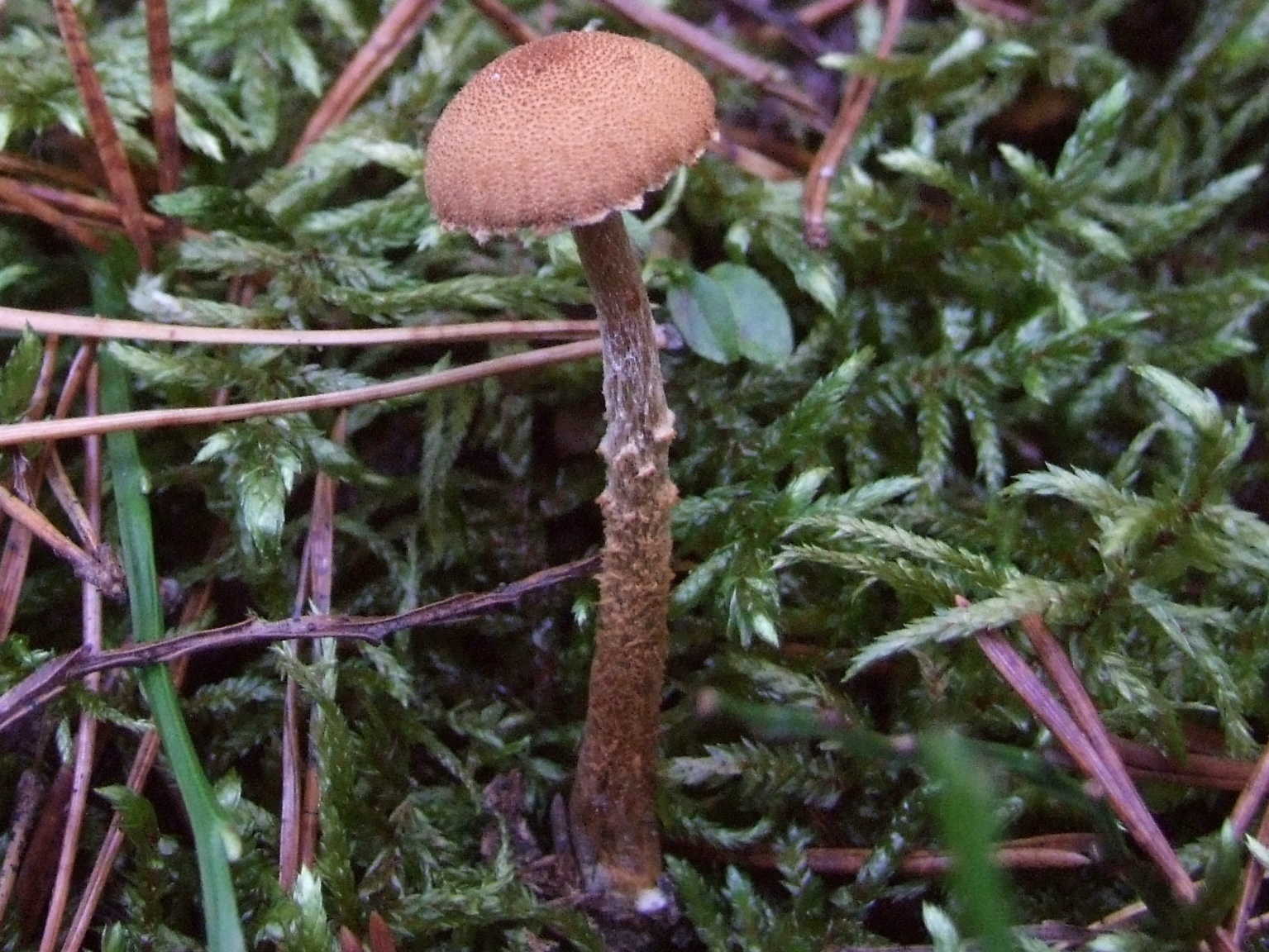